# Reino de Galitzia-Volinia
El Principado de Galicia-Volinia, (en ucraniano: Га́лицько-Воли́нське князівство; en latín: Regnum Galiciae et Lodomeriae) más tarde Reino de Rutenia (en ucraniano: Ру́ське королі́вство; en latín: Regnum Rusiae) fue un principado del suroeste de la Rus de Kiev de la Dinastía Rúrika, creado en 1199, por Román el Grande como resultado de la unificación de los Principados de Volinia 987-1199 y Galitzia (1124-1199). Después de que Daniel de Galitzia, en 1253, aceptó el título de Rey de Rutenia del Papa Inocencio IV, en Drohiczyn, él y su nieto Yuri Lvóvich utilizaron el título real. Gobernó las regiones de Galicia y Volinia entre los años 1199 y 1349. Junto con la República de Nóvgorod y el Principado de Vladímir-Súzdal, fue una de las tres potencias más importantes surgidas de la caída de la Rus de Kiev. Después de la enorme destrucción causada por la invasión mongola de la Rus de Kiev en 1239-41, Danilo Románovich se vio obligado a jurar lealtad en 1246 a Batú Kan, de la Horda de Oro. Se esforzó, sin embargo, por librar a su reino del vasallaje mongol, intentando sin éxito establecer alianzas militares con otros gobernantes europeos.
Incluía la Galitzia, Przemyśl, Zvenýhorod (en:Zvenyhorod, Raión de Leópolis), Terebovlyan (Terebovlia), Volinia, Lutsk, Belz, Polesia y la Tierra de Chełm (en) o Jólmschyna, así como los territorios de las modernas: Podlaquia, Podolia, Transcarpatia y Moldavia.
Siguió una política exterior activa en Europa Central y Oriental. Sus principales vecinos y competidores fueron el Reino de Polonia (1025-1385), el Reino de Hungría y los Cumanos, y, desde mediados del siglo XIII, la Horda de Oro y el Gran Ducado de Lituania. Para protegerse contra ellos, el principado gallego-Volyn firmó repetidamente acuerdos con el Papa, el Sacro Imperio Romano Germánico y la Orden Teutónica. Al mismo tiempo, se debilitaron los vínculos políticos, económicos y culturales con otras tierras de los Rus.
Cayó en decadencia bajo la influencia de una serie de factores. Entre ellos se encontraban las tensas relaciones con la Horda de Oro, 
Después de la muerte simultánea de Lev y Andréi Yúrievich, en 1323, las tierras del principado comenzaron a ser capturadas por sus vecinos: el Reino de Polonia y el Gran Ducado de Lituania. La dependencia de los gobernantes de la aristocracia boyarda aumentó y la Dinastía Rúrika fue destituida.
En 1392, el principado dejó de existir tras, la división completa de sus territorios tras la "guerra por la herencia de Galitzia-Volinia".

## Territorio y demografía

### Fronteras
El Principado de Galicia-Volinia se creó a finales del siglo XII uniendo los Principados de Volinia 987-1199 y Galitzia (1124-1199). Sus tierras se extendían por las cuencas de los ríos San, Bug Occidental y el alto Dniéster. El principado limitaba al este con los principados de la Rus de Kiev Túrov y Pinsk y Kiev, al sur con Berladniki (más tarde la Horda de Oro), al suroeste con el Reino de Hungría, al oeste con el Reino de Polonia (1025-1385) y al norte con la Rutenia Negra, el Gran Ducado de Lituania, la Orden Teutónica y el Principado de Pólotsk.
Los montes Cárpatos en el suroeste sirvieron como frontera natural con el Reino de Hungría. La frontera occidental con Polonia pasaba a lo largo de los ríos Jaselka, Wisłok, San y también a 25-30 km al oeste del río Wieprz, en lo que hoy es el sudeste de Polonia. A pesar de la captura temporal de Nadsanje por los polacos y la anexión de Lublin por Rusia, esta parte de la frontera era bastante estable. La frontera norte del principado discurría a lo largo de los ríos Narew y Yaselda, en el norte de la tierra de Beresteyskaya, pero a menudo cambiaba debido a las guerras con los lituanos. La frontera oriental con los principados de Turovo-Pinsk y Kiev discurría a lo largo de los ríos Prípiat y Styr y a lo largo de la margen derecha del río Horýn, en la actual Bielorrusia. La frontera sur comenzaba en los tramos superiores del Bug Meridional y llegaba a los tramos superiores del Prut y Siret. Controlaba el territorio de la Rus menora (Rus propria) que incluía las tierras de la Rutenia Roja, la Rutenia Negra y del resto del suroeste de la Rus de Kiev. También dominó brevemente las regiones de Besarabia, Moldavia y el Bajo Danubio.
Si extrapolamos la afiliación estatal de las posesiones medievales a las fronteras de la Polonia, Bielorrusia y Ucrania modernas, durante su apogeo, ⅓ de sus tierras del noroeste eran ahora territorios polacos y bielorrusos.

### División administrativa
Antes de la unificación, en 1199, los Principados de Volinia 987-1199 y Galitzia (1124-1199) tuvieron trayectorias diferentes.
En 1084, las tierras del futuro Principado de Galitzia se separaron del Principado de Volinia gracias a los esfuerzos de los descendientes mayores de Rostislávich Gálitski. En él había 4 tablas principescas: el Principado de Przemyśl, con el centro en Przemyśl; el Principado de Zvenýhorod (en), con el centro en Zvenýhorod; el Principado de Terebovlia con centro en Terebovlia; y el propio Principado de Galitzia con su centro en Hálych. Entre 1141 y 1144, se unieron en un solo principado con su centro en Hálych.
En Volinia, desde finales del siglo X, surgió una mesa principesca en Volodímir o fue anexada a Kiev. En 1154, finalmente quedó aislado bajo el gobierno de la línea superior de los Monomájovichi (Monómacos, en) y, en 1170, surgieron principados específicos en Volinia: Belz, con el centro en Belz; Chervén con el centro en Chervén; Berestéischyna con el centro en la ciudad de Brest; Lutsk con centro en Lutsk; Peresopnitsa con centro en Peresopnitsa; Dorogobuzh con centro en Dorogobuzh; y Shumski con su centro en Shumsk.
Desde 1199, la frontera entre los principados de Galitzia y Volinia discurría entre las ciudades gallegas de Lubaczów, Golya Gory y Plešnesk; y las ciudades volinias de Belz, Busk, Krémenets, Zbárazh y Tichoml. En el período posterior, las principales mesas principescas, además de Hálych, estaban en: Jólmschyna (1264-1269); Volodímir (antes de 1292, después de 1313); Lutsk (antes de 1227, 1264-1288 y, ocasionalmente, en la primera mitad del siglo XIX); y Przemyśl (siglo XIII). Una parte integral de las tierras gallegas-volianianas eran también los territorios por encima del Dniéster medio, que entonces se llamaban: "Ponizie".

### Población
No existen fuentes a partir de las cuales sea posible calcular con precisión la población del Principado. En la Crónica de Galitzia y Volinia se menciona que los príncipes realizaron censos y compilaron listas de pueblos y ciudades bajo su control, pero estos documentos no nos han llegado o están incompletos. Se sabe que los príncipes a menudo reubicaban a residentes de las tierras conquistadas en sus territorios, lo que resultó en un crecimiento demográfico. También se sabe que los habitantes de las estepas del sur de Rusia huyeron de los tártaros mongoles y se asentaron en el Principado.
Basándose en documentos históricos y nombres topográficos, se puede establecer que al menos un tercio de los asentamientos de Volinia y Galitzia surgieron a más tardar con el surgimiento del Principado y sus habitantes eran principalmente eslavos orientales. Además de ellos, hubo algunos asentamientos fundados por polacos, prusios, yotvingios, lituanos, así como tártaros y representantes de otros pueblos nómadas. En las ciudades había colonias de artesanos y comerciantes, en las que vivían alemanes, armenios, surozhanos y judíos.

## Historia política

### Tierras occidentales de la Rus de Kiev
En los siglos VI-VII, existían poderosas alianzas tribales en el territorio de la actual Galitzia y Volinia. A principios del siglo VII, se mencionan los Dulebs, y a finales del mismo siglo, los Buzhans (volinianos), los Ulich, los Tivertsy y los Croatas Blancos, cuyas tierras incluían entre 200 y 300 asentamientos. Los centros de las asociaciones políticas tribales eran “ciudades” fortificadas. En 907, los croatas y los dulebios actuaron como "intérpretes", es decir, traductores o asistentes de los rus en la campaña de Oleg de Nóvgorod contra Bizancio.
A principios de la década de 960, las tierras de Galitzia y Volinia fueron anexadas a la Rus de Kiev por Sviatoslav I de Kiev, pero después de su muerte, en 972, fueron anexadas por el Reino de Polonia.
En 981, Vladimiro I de Kiev, hijo de Sviatoslav I, volvió a ocupar estas tierras, incluidas Przemyśl y Chervén. En 992, Vladimiro I conquistó a los croatas blancos y finalmente sometió la Rutenia Transcarpática a la Rus de Kiev.
En 1018, el Rey Boleslao I de Polonia aprovechó la lucha civil de los príncipes rusos y capturó las ciudades de Chervén, que permanecieron bajo su dominio durante 12 años, hasta que Yaroslav I el Sabio las devolvió a la soberanía de la Rus de Kiev en las campañas de 1030-1031, aprovechando, a su vez, la lucha por el poder en Polonia. Se concluyó una paz con Polonia, que asignó Chervén, Belz y Przemysl a la Rus de Kiev.

### Principados predecesores
El centro político de todas las tierras de la Rus Occidental era la ciudad de Volodímir. Volinia era una tierra poblada con ciudades desarrolladas, a través de las cuales pasaba la ruta comercial hacia el oeste. Los monarcas de la Rus de Kiev mantuvieron estos territorios de importancia estratégica durante mucho tiempo bajo su régimen, salvándolos de la fragmentación en principados específicos.
Tres años después de la muerte de Yaroslav I el Sabio (978-1054), sus tres tres hijos mayores (Iziaslav I de Kiev, Sviatoslav II de Kiev y Vsévolod I de Kiev), que gobernaron mediante un triunvirato entre 1054 y 1073, sacaron a Ígor Yaroslávich (uno de los hijos más jóvenes de Yaroslav I) de Volinia, formando la llamada "patria de Iziaslav I de Kiev" en la orilla derecha del Dniéper (junto con Kiev y Túrov), diferente de los feudos de la margen izquierda, que sirvieron de apoyo a Sviatoslav II de Kiev y Vsévolod I de Kiev y, desde 1097, a Oleg I de Chernígov.
Tras el asesinato, en 1087, de Yaropolk Iziaslávich de Volinia, que heredó las tierras de Rusia Occidental de su padre (Iziaslav I de Kiev), su lugar en Volinia fue ocupado por Davyd Ígorevich (hijo de Ígor Yaroslávich) y, en las tierras de Galitzia, llegaron al poder los marginados, los hijos de Rostislav de Tmutarakán, el nieto mayor de Yaroslav I: Rúrik Rostislávich, Volodar Rostislávich y Vasilko Rostislávich, creando a los Principados de Przemyśl y Terebovlia.
En 1097, el Consejo de Liúbech reconoció los derechos de los Rostislávich (y de Davyd Ígorevich) sobre sus posesiones, pero luego Davyd cegó a Vasilko Rostislávich, por lo que Sviatopolk II retomó Volinia bajo su control). Sviatopolk II también trató de recuperar el control sobre las posesiones de los Rostislávich, pero fue derrotado en 1099 en la Batalla de Rozhne Pole (ru).
En 1141, Vladímir Volodárievich unió las tierras de los "Rostislávich Gálitski" en el Principado de Galitzia (1124-1199) con su capital en Hálych. Poco a poco, los príncipes gallegos pasaron de una política de defensa de la independencia a una política activa hacia Kiev, en el contexto de la creciente desintegración de la Rus de Kiev. En el curso de esto, los príncipes gallegos se aseguraron de que Volinia y Kiev no se unieran en las mismas manos, mientras que al mismo tiempo los Monomájovichi (Monómacos, en) intentaron hacer del Principado de Kiev su posesión ancestral, aprovechando el apoyo de su población.
En 1154, Mstislav Izyaslávich logró mantener el Principado de Volinia bajo su dominio después de la muerte de su padre, después de lo cual él y su hermano Yaroslav, así como sus descendientes, reinaron en Vladímir y Lutsk, respectivamente.
Las tropas gallegas y volinias participaron en campañas generales contra los cumanos, incluidas las batallas de la Selva Negra (1168) y del Río Orelie (1184).

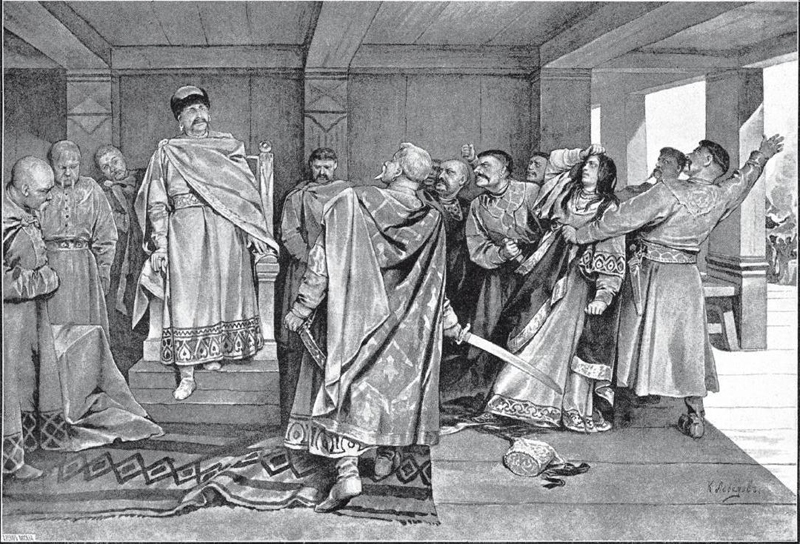
Los boyardos de Galitzia arrastran a la hoguera a la bruja, esposa de un pope y favorita del príncipe Yaroslav Osmomisl. Pintura de Klavdi Lébedev.

Bajo Yaroslav Osmomisl, hijo de Vladímir Volodárievich, el Principado de Galitzia obtuvo el control sobre las tierras de la actual Moldavia y la región del Danubio. En 1187, tras la muerte de Yaroslav Osmomisl, los boyardos gallegos no aceptaron Oleg Yaroslávich, el hijo ilegítimo de Yaroslav, como su sucesor, así que "se produjo una gran conspiración en la tierra gallega", a raíz de la cual fue ocupada por las tropas de Bela III de Hungría.
Sólo con la ayuda del Emperador Federico I Barbarroja, del Sacro Imperio Romano Germánico; y de Polonia, el Principado de Galitzia fue devuelto a Vladímir Yaroslávich, el de la rama Rostislávich, quien reconoció la antigüedad de Vsévolod III de Vladímir.

### El reinado de Román Mstislávich
Después de la muerte de Vladímir Yaroslávich (1199), Román Mstislávich, entonces, el Príncipe de Volinia, con la ayuda de sus aliados polacos, se convirtió también en Príncipe de Galitzia. Reprimió duramente a la oposición boyarda local, que resistió sus intentos de centralizar el control, sentando así las bases para un principado unificado de Galitzia y Volinia.
Los Rostislávichs de Smolensk y los Ólgovichis de Chernígov-Severia formaron una alianza contra Román, que fue liderada por Riúrik Rostislávich, entonces el Gran Príncipe de la Rus de Kiev. En 1201, los aliados se reunieron para oponerse a Román, pero él, habiendo sido invitado a ser Príncipe de Kiev por el pueblo de Kiev, se adelantó a sus oponentes y, en 1202, ocupó Kiev. Sin embargo, luego regresó a Hálych, dejando en cambio Íngvar de Lutsk en Kiev.
Sin embargo, en 1203, Riúrik Rostislávich, en alianza con el Príncipe Chernígov y los cumanos, tomó Kiev.
Entre 1202 y 1204, Román realizó exitosas campañas contra los cumanos, convirtiéndose en el héroe de las epopeyas y ganándose la comparación con Vladímir II Monómaco, su antepasado, el conquistador de los cumanos. En las listas de crónicas y cartas, lleva el título de "Gran Duque", "Autócrata de toda Rusia" y también se le llama "Zar en la tierra rusa".
En 1205, murió en la Batalla de Zavikhost durante su Campaña Polaca.

### La primera infancia de los hijos de Román y la unificación de Volinia.
Después de la muerte de Román Mstislávich, en 1205, comenzó una fuerte disputa por el trono, en el Principado de Galicia-Volinia. Esta lucha duró 40 años (1205-1245). Las posiciones de los partidarios del fuerte poder gran ducal en los primeros 10 años de la guerra se complicaron por la corta edad de los hijos de Román.
En el primer año después de la muerte de Román, su viuda e hijos lograron retener Hálych con la ayuda de la guarnición húngara que le proporcionó el Rey Andrés II de Hungría en virtud del Acuerdo de Sanok. Pero, en 1206, el grupo de boyardos Kormilichich, que regresó del exilio, contribuyó a la invitación de los hijos de Ígor Sviatoslávich, el Príncipe de Nóvgorod-Síverski, al Principado de Galicia Volinia. Los hijos de Ígor actuaron en alianza con los principados de Chernigov y Turovo-Pinsk.
A partir de 1208, el Rey Andrés II de Hungría y Leszek I el Blanco, el Príncipe de Cracovia, comenzaron a intervenir activamente en los asuntos del Principado: los polacos devolvieron a Vladimir-Volynsky a los representantes de la dinastía local, y, en 1211, junto con ellos y los húngaros, derrotaron a los hijos de Ígor (dos de ellos fueron capturados y ahorcados) y devolvieron el trono a Daniel de Galitzia (hijo de Román, entonces con 10 años). Pero, luego siguió un período de usurpación del poder por parte de los boyardos, cuando el propio Vladislav Kormilicic se convirtió en Príncipe de Galitzia, entre 1212 y 1214.
Leszek, duque de Polonia, otorgó asilo a Daniel y Vasilko Románovich e hizo una alianza con los príncipes Aleksandr Vsévolodovich de  Vladímir-Volinia y Mstislav Yaroslávich de Peresopnytsia.: 27–28  Invadieron Galitzia y derrotaron a Kormilichich, pero no pudieron capturar la capital del principado.: 28  : 11 
En una carta al Papa Inocencio III, el Rey Andrés II declaró que los boyardos le habían propuesto que confiriera Galitzia a Colomán de Galitzia (segundo hijo del Rey Andrés II, nacido en 2008).: 11–12  Según la Crónica de Galitzia y Volinia, Leszek sugirió primero esta idea, y también propuso desposar a su hija: Salomé, con Colomán.: 12  En el otoño de 1214, ambos gobernantes se reunieron en Szepes.: 13  : 12  : 32–33  Llegaron a un compromiso, que incluyó el matrimonio de sus hijos y la cesión de dos pueblos de Galitzia occidental: Przemyśl y Lubaczów, a Leszek.: 92  Los ejércitos húngaro y polaco invadieron el Principado y pusieron fin al gobierno de Vladislav Kormilichich antes del final de ese año.: 126  

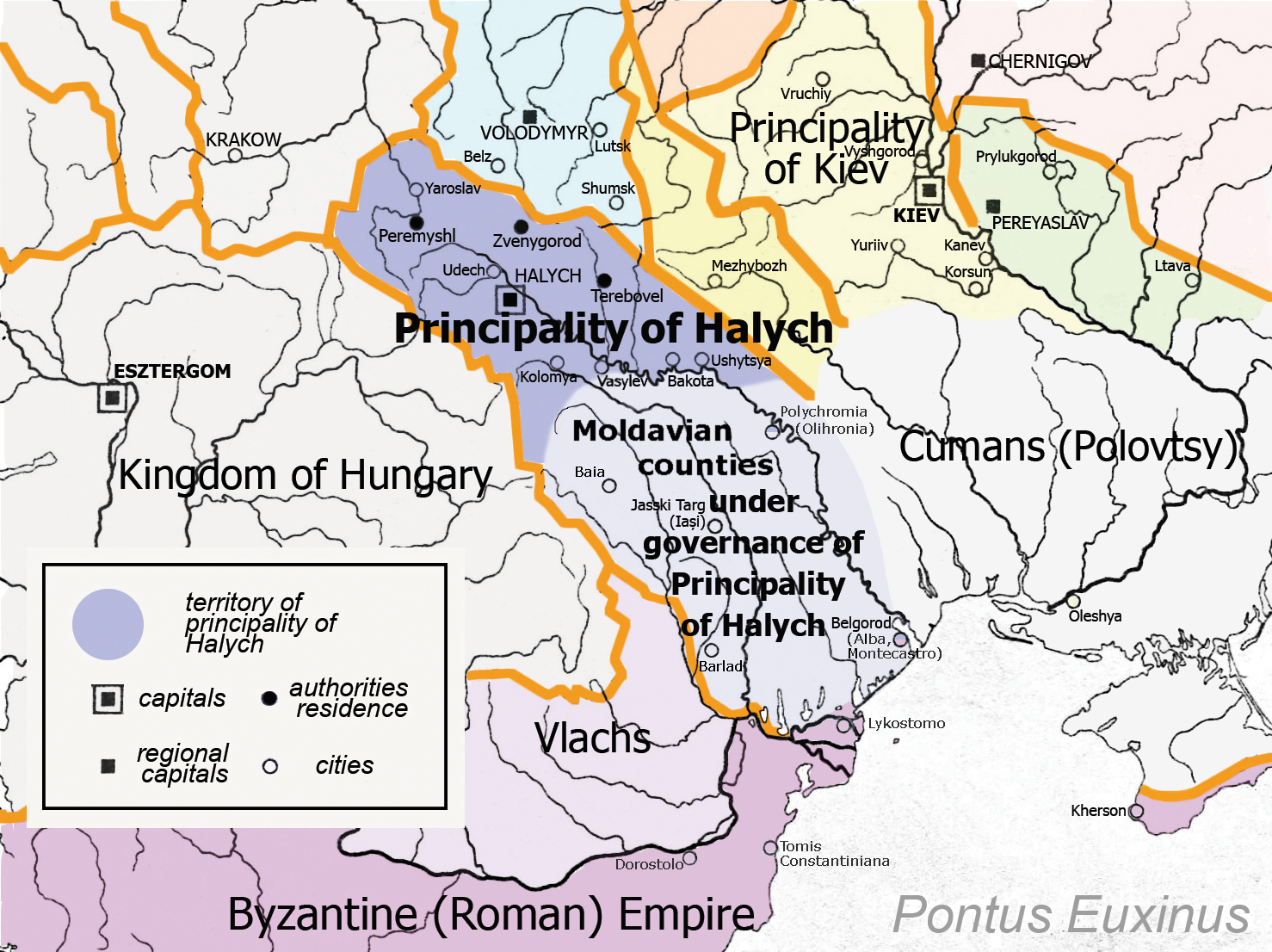
El Principado de Galitzia y sus vecinos.

Colomán se instaló en Galitzia poco después de la caída de Kormilichich.: 92  Como Colomán era menor de edad, Benedicto el Calvo fue designado para administrar el principado.: 126  Antes de 1216, Demetrio Aba, otro noble húngaro, fue nombrado maestre de los administradores de la corte de Colomán.: 55  Sudislav, un ex aliado de Kormilichich, fue uno de los principales boyardos que apoyaron a Colomán.: 61–62 
El Rey Andrés II envió una carta al Papa Inocencio III, solicitándole que autorizara al arzobispo Juan de Estrigonia, de ungir a Colomán como Rey.: 126  : 15  En la siguiente carta, el Rey Andrés II agradeció al Papa Inocencio III por dar su consentimiento para la coronación de Colomán, pero también le informó que había estallado un disturbio contra Colomán y que los rebeldes sitiaron Galitzia.: 16  En este contexto, El Rey Andrés II instó al Papa Inocencio III a enviar un legado y una corona de oro a Colomán para fortalecer la legitimidad de su gobierno.: 16–17 
Em 1222, el Papa Honorio III mencionó en una carta que el arzobispo de Estrigonia había coronado a Colomán «con la bendición de la Santa Sede», pero se desconocen las circunstancias de la ceremonia.: 17  : 127  Los historiadores Font, Barabás y Karol Hollý dedujeron de la correspondencia que Colomán probablemente fue coronado dos veces, primero, a fines de 1214 o principios de 1215, en Hungría, con una corona provisional; y, más tarde (probablemente a principios de 1216) con la corona enviada por el papa.: 17  : 41–44  Otros historiadores —incluidos Tibor Almási, Nataša Procházková y Đura Hardi— concluyen que Colomán fue ungido por primera vez, y solo fue coronado una vez, a principios de 1216. : 43 
Mientras tanto, la relación entre el Rey Andrés II y Leszek el Blanco se había vuelto tensa.: 126  Leszek otorgó a Vladímir-Volinia, que era el asiento principesco más prestigioso de Volinia, a Daniel y Vasílko Románovich. Tampoco pudo apoyar a Colomán durante el asedio de Galitza.: 43 
Entonces, a fines de 1215, o a principios de 1216, el ejército húngaro invadió el oeste de Galitzia y capturó a Przemyśl y Lubaczów.: 127  Como respuesta, en 1217, Leszek se acercó a Mstislav el Valiente, príncipe de Nóvgorod, buscando su ayuda contra los húngaros.: 127   La reconstrucción de los eventos posteriores es difícil, porque su datación es incierta.: 127  : 20–22  Sin embargo, se sabe que, muy probablemente a principios de 1219, Mstislav ocupó Hálych con el apoyo de su primo Vladimir Rurikóvich de Smolensk, durante la participación de las principales fuerzas húngaras en la Quinta Cruzada y obligó a Colomán, Benedicto el Calvo y Sudislav a huir a Hungría.: 20–21  : 67 
En 1219, Mstislav dio a su hija, Ana, en matrimonio con Daniel de Galitzia, quien pronto ocupó las tierras de Leszek entre los ríos Wieprz y Bug Occidental.: 21  Indignado por el ataque de Daniel, Leszek hizo una nueva alianza con el Rey Andrés II: 128  : 290  y, en octubre de 1219, sus fuerzas unidas derrotaron al ejército de Mstislav en tres batallas.: 22  : 68, 74  Entonces, Mstislav y Daniel se vieron obligados a abandonar a Galitzia y Colomán regresó al Principado.: 22  : 68  Según Font y Barabás, alrededor de esta época, Andrés probablemente hizo Filnio, el yerno de Sudislav, el comandante del ejército húngaro en Galitzia.: 62, 68 
Entonces, a fines de 1220 o a principios de 1221, Mstislav contrató cumanos e invadió nuevamente Galitzia, pero no pudo capturar la capital.: 128  El fiasco de Mstislav alentó a Filnio a unirse a la campaña de Leszek contra Volinia, dejando a Colomán y Salomé en la recién fortificada Iglesia de la Virgen María en Galitzia.: 128  : 22 
En agosto de 1221, Mstislav y los cumanos sitiaron Galitzia, aprovechando la ausencia de la mayor parte del ejército húngaro.: 290–291  : 68, 74  : 291  Filnio regresó rápidamente de su campaña, pero, el 14 de agosto, Mstislav derrotó su ejército y él sólo consiguió escapar con la ayuda de Zhiroslav, un boyardo de Galitzia.: 68  : 22  Los sirvientes de Colomán intentaron resistir en la Iglesia de la Virgen María, pero la falta de agua los obligó a rendirse.: 22  Jan Długosz, un cronista polaco, escribió que Colomán y Salomé fueron encarcelados en la Fortaleza de Torchesk.: 22 
Los conflictos internos en Hungría impidieron que el Rey Andrés II lanzara una expedición militar contra Mstislav.: 128  : 23  En este contexto, el Rey Andrés II entró en negociaciones con Mstislav y, a finales de 1221 o principios de 1222, llegaron a un trato.: 69, 74  : 23  Según el acuerdo, Colomán debía renunciar al título de Rey de Galitzia, pero Mstislav aceptó dar a su hija, María, en matrimonio con el hermano menor de Colomán, Andrés de Galitzia, a quien se le transferiría el título real de Colomán.: 128  : 23 
Después de concluir la paz con el Rey Andrés II, Mstislav finalmente se estableció en Hálych.
En 31 de mayo de 1223, los príncipes de Galicia-Volinia participaron en la Batalla del Río Kalka contra los mongoles, en la que el ejército reunido de príncipes rusos sufrió una gran derrota, pero: Mstislav el Valiente y Daniel de Galitzia lograron sobrevivir. Sin embargo, este primer intento de invasión no tuvo mayores efectos prácticos, ya que a principios de 1224 los mongoles fueron derrotados en la Batalla de Kernek y tuvieron que retirarse.
Provocando descontento entre los boyardos y al no tener fuerzas para permanecer en el poder, Mstislav transfirió el reinado de Principado de Galicia Volinia al Príncipe Andrés de Galitzia.
En 1227, Daniel y su hermano heredaron el Principado de Lutsk y, en 1230, capturaron el Ducado de Belz, uniendo así en sus manos toda Volinia, que posteriormente permaneció bajo el dominio permanente de Vasilko Románovich (hijo de Román).
En 1229, Daniel y su hermano intervinieron con éxito en el conflicto civil polaco del lado de Conrado I de Mazovia.

### Junta de Daniel de Galitzia
En 1228, Mstislav el Valiente murió, y los boyardos, aprovechando la "voluntad" del príncipe, entregaron Hálych al príncipe húngaro Andrés de Galitzia, hijo del Rey Andrés II de Hungría y hermano de Colomán de Galitzia.
Sin embargo, algunos boyardos y la comunidad de la ciudad no aceptaron al húngaro e invitaron a Daniel de Galitzia a reinar. En este contexto, en 1229, Daniel tomó Hálych y comenzó a gobernar el Principado.
En 1231, Vladímir Rúrikovich entregó Porosye a Daniel para que lo ayudara a defender Kiev contra Miguel de Chernígov.
Después de esto, Daniel nuevamente comenzó a entrar en conflicto con Alejandro Vsévolodovich del Principado de Belz, quitándole a Przemyśl, luego Alejandro huyó a Hungría para pedir al rey que se oponga a Daniel. Entonces se llevó a cabo una campaña húngara contra Hálych, que nuevamente fue ocupada por el Príncipe Andrés de Galitzia. Entonces Daniel se alió con Vladímir Rúrikovich de Kiev y los cumanos y, en 1233, volvió a ocupar Hálych. En esta ocasión, el Príncipe Andrés de Galitzia murió durante el asedio.
En 1235, Daniel intervino en la lucha por Kiev del lado de Vladímir Rúrikovich, participando en el acoso a Chernígov. Sin embargo, el asedio fracasó y Miguel de Chernígov lanzó una campaña de represalias Pero como resultado de la campaña de represalia de Miguel de Chernígov que se apoderó de Hálych.
A principios de diciembre de 1240, Batú Kan, fundador de la Horda Azul, tomó Kiev. A principios de 1241, los mongoles invadieron el Principado de Galicia-Volinia, donde no encontraron resistencia seria. La mayoría de las ciudades, incluidas la capital, Hálych y Vladímir, fueron capturadas y saqueadas en unas pocas semanas. 
Por otro lado, según algunos historiadores, los tártaros en ese momento habían sido debilitados por una campaña militar en el territorio del este de Rusia, como resultado de lo cual algunas ciudades de la Rus Occidental lograron luchar contra los tártaros, como Chełm, Krémenets y Danílov (Óblast de Ternópil).
A lo largo de 1241, la campaña de Batú en Polonia y Hungría y, a finales de marzo y abril de 1242, comenzó una lenta retirada de las tropas. A finales de 1242, los mongoles se concentraron en la parte baja del Danubio y luego se trasladaron a lugares de constante nomadismo.
Todas las estepas del Mar Negro y el Caspio pasaron a formar parte del "Ulús de Jochi", y Batú Kan ubicó su cuartel general en la parte baja del Volga. Las tierras del Sur de la Rus de Kiev empezaron a lindar con la ala izquierda del "Ulús de Jochi", bajo control de Oglan Mautsi, y el Principado de Galicia-Volinia empezó a lindar con el ulús del noyon (emir) de Kuremsy. La tierra de Pereyáslav y la parte sur de la tierra de Kiev quedaron bajo control directo de los mongoles. Según A. A. Gorski, en la propia Kiev hubo un gobernador mongol: Darugachin desde el momento de la captura de Kiev por los mongoles hasta 1243, cuando Yaroslav II de Nóvgorod llegó a gobernar Kiev.
Aprovechando la retirada de los mongoles, los príncipes que habían huido comenzaron a regresar e intentar restaurar su poder en su "patria". En 1241, los hijos de Román regresaron y recuperaron el control de Volinia. Entonces, Daniel de Galitzia se ha mudado a su nuevo hogar en la ciudad de Chełm. Rostislav Mijaílovich regresó al Principado de Chernígov, y Miguel de Chernígov regresó a Kiev. En este contexto, Daniel reconoció el poder de Miguel sobre Kiev. Sin embargo, en aquella época, Miguel no vivía en Kiev, sino en sus alrededores, en una isla, lo que, según A. A. Gorski, sucedió debido a que Darugachin (gobernador mongol de Kiev) estaba ubicado en Kiev.
Los boyardos gallegos, que son una poderosa fuerza política, se opusieron a la restauración del control de Daniel sobre Hálych. El príncipe Rostislav Mijaílovich se convirtió en el líder de los gallegos en su lucha contra Daniel. Rostislav, con el apoyo de los príncipes de Bolojov, hizo un intento fallido de eliminar a los gobernadores de Daniel en la Ponizie gallega, lo que llevó a la devastación de Daniel de la tierra de Bolojov. 
En 1242, los boyardos gallegos llevaron a Rostislav Mijaílovich a Hálych, pero el conflicto fue interrumpido por los mongoles que regresaron de Hungría. Rostislav huyó a Hungría, donde se casó con la hija del Rey Bela IV de Hungría.  En el invierno de 1242-1243, Batú Kan envió destacamentos de los héroes Manman y Balai, quienes "buscaron" a Daniel de Galitzia para obligarlo a visitar su cuartel general, pero Daniel huyó de Chełm con su hermano: Vasilko Románovich. Miguel de Chernígov también recibió una demanda para ir al cuartel general de Batú, pero, a principios de 1243, huyó a Hungría, contando con el apoyo del rey húngaro, que acababa de convertirse en su casamentero.
Después de que los mongoles abandonaron Hungría, el Rey Bela IV decidió participar en la lucha por Hálych y apoyó las reclamaciones de Rostislav Mijaílovich, entonces su yerno. Sin embargo, debido a las tensas relaciones con Austria, Bela IV no pudo ayudar eficazmente a Rostislav y, por lo tanto, atrajo las fuerzas de su yerno polaco: Boleslao V el Casto, entonces el Gran Duque de Polonia.
Los boyardos gallegos se unieron al ejército húngaro-polaco y, el 17 de agosto de 1245, el ejército de Rostislav sufrió una aplastante derrota en la batalla decisiva que tuvo lugar en las cercanías de la ciudad de Jarosław. La oposición de los boyardos quedó completamente destruida y Daniel pudo centralizar la administración del Principado.
En 1245, Daniel visitó los kanes mongoles de la Horda de Oro, en Sarái, para reconocer la dependencia de sus tierras como una forma de evitar reclamaciones territoriales sobre Galitzia. Aunque allí lo recibieron con mucha cortesía, las humillaciones que sufrió obligaron al cronista del sur de Rusia a concluir su relato con las palabras: “¡El honor tártaro es más malo que el mal!” Ya durante este viaje, el embajador del Papa Inocencio IV, Giovanni da Pian del Carpine, habló con Daniel sobre la unificación de las iglesias.
En 1247, León I de Galitzia, hijo de Daniel de Galitzia, se casó con Constanza de Hungría, hija del Rey Bela IV de Hungría. Esta conexión familiar llevó a Daniel a participar en la lucha entre el Rey Bela IV y el Rey Wenceslao I de Bohemia por la herencia de Austria (campañas de 1248 y 1253).
En 1248, Daniel intervino en el conflicto civil lituano del lado del hermano de su segunda esposa: Tovtivil contra Mindaugas. En 1251, Mindaugas fue bautizado según el rito católico, para sacar a la Orden Teutónica de la coalición de sus oponentes; y, en 1253, recibió el título real. En 1254, Daniel hizo las paces con Mindaugas y su hijo: Shvarn Danílovich se casó con la hija de Mindaugas y Román Danílovich recibió el reinado en Novogrúdok.
En 1250, metropolita Kiril II de Kiev (en), casó personalmente a Andréi II de Vladímir con Anastasia (hija de Daniel). Pero ya en 1252, Andréi II fue derrocado por el ejército de Sartaq Kan (hijo de Batú Kan), y el título de Gran Príncipe de Vladímir fue transferida a hermano menor: Alejandro Nevski. En esa época en el suroeste de la Rus de Kiev, el témnik (ru) o comandante de un tumen de Batú Kan era Kuremsa (ru).
En 1252, Román Danílovich (hijo de Daniel) se casó con Gertrudis de Austria, la heredera del ducado de Austria y declaró sus derechos sobre esta área.
En 1252, comenzó la guerra de Daniel con la Horda de Oro en las tierras fronterizas. En 1253, el Papa Inocencio IV intentó convocar una cruzada contra la Horda, llamando primero a los cristianos de Bohemia, Moravia, Serbia y Pomerania, y luego a los católicos de los estados bálticos y, en 1254, Daniel aceptó en Drohiczyn el título de Rey de Rutenia.
A finales de 1254, Daniel, en alianza con los reyes cristianos vecinos, participó en una “cruzada” contra los paganos yotvingios, que terminó con la derrota de estos últimos. Entre 1254 y 1255, Daniel limpió las tierras de Ponizia y Kiev de los tártaros, amenazando a Kiev, que, según el yarlyk (en) otorgado por el kan, era propiedad de Alejandro Nevski. 
Pero Daniel no implementó el plan de difundir el catolicismo en las tierras bajo su dominio, y, ese mismo año (1255), el Papa Alejandro IV permitió a Mindaugas luchar por la tierra rusa, en un contexto en el cual se suponía que los lituanos se unirían a las tropas gallego-volynianas que operaban contra los mongoles. En este contexto, los lituanos atacaron las afueras de Lutsk donde fueron derrotados por Vasilko (hermano de Daniel). Después de lo cual Daniel puso fin a sus relaciones con el Papa, sin embargo, conservando el título real de Rey de Rutenia para sí y el derecho a este título para sus sucesores.
En 1258, un ejército mongol liderado por Boroldái (en) invadió el Principado y obligó a los hijos de Romano a elegir entre resistirlo o a participar de una campaña conjunta contra el Gran Ducado de Lituania. En este contexto, Vasilko fue enviado por su hermano para dirigir las tropas del Principado en la Campaña contra el Gran Ducado de Lituania.
En 1259, la situación se repitió, esta vez Boroldái obligó a los hijos de Román a demoler las fortificaciones de varias ciudades, luego con Vasilko procedió a Polonia y tomó Sandomierz.
En 1260, Daniil Románovich envió parte de su ejército para ayudar al rey de Hungría, Bela IV, mientras este entraba en otro conflicto con el rey de Bohemia, Přemysl Ottokar, pero Voishelk capturó a Román Danílovich y luego lo ejecutó. Un año después, 	
Boroldái volvió, obligó a arrasar las fortificaciones de varias ciudades y Vasilko se vio obligado a acompañarlo en una campaña a Polonia y facilitar la rendición voluntaria del pueblo de Sandomierz a los mongoles, tras lo cual la ciudad fue destruida.
En 1260, Daniil Románovich envió parte de su ejército para ayudar al Rey Bela IV de Hungría, mientras este entraba en otro conflicto con el Rey Otakar II de Bohemia.
En 1264, después de las acciones lituanas contra Polonia y la Orden Teutónica, incluso en alianza con los príncipes del noreste de Rusia, el Papa Urbano IV clasificó a los rusos, lituanos y tártaros como enemigos de la fe cristiana.
En 1264, Daniel murió sin liberar el Principado de Galicia-Volinia del vasallaje de la Horda de Oro.

### Principado de Galicia-Volinia a finales de los siglos XIII-XIV
En la segunda mitad del siglo XIII, tras la muerte de Daniel de Galitzia, la antigüedad en la dinastía pasó a Vasilko (hermano de Daniel), pero el continuó reinando en Vladímir. León I de Galitzia (hijo de Daniel) obtuvo Hálych, Przemyśl y Belz; Mstislav Danilovich obtuvo Lutsk; y Shvarn Danilovich, casado con la hija de Mindaugas (que fue gobernante del Gran Ducado de Lituania), obtuvo Chełm y Drohicina.
A mediados de la década de 1260, Voishelk, hijo de Mindaugas y aspirante al trono lituano, después la muerte de su padre (12 de septiembre de 1263), pidió ayuda a Vasilko. Entonces, Vasilko y Shwarn ayudaron a Voishelk a establecerse en Lituania.
Sin embargo, en 1267, Voishelk ingresó en un monasterio y transfirió su Principado a Schwarn, que era su cuñado. El reinado de Shwarn en la mesa lituana fue inestable porque dependía de las órdenes de Voishelk, y cuando el príncipe gallego León I de Galitzia mató a Voyshelk durante una fiesta en 1268, la posición de Shvarn en tierra lituana se volvió completamente desagradable. El propio Schwarn murió pronto. Troyden se instaló bajo el reinado de Lituania y León I tomó la volost de Shvarn en Rusia.
En 1269, murió Vasilko Románovich y sus vastas posesiones fueron heredadas por Vladímir Vasílkovich, su hijo. En la década de 1270, León I y Vladímir lucharon contra los yotvingios. En este momento, los príncipes gallegos-volinianos iniciaron conflictos fronterizos con los "polacos".
En 1277, los escuadrones de León I y Vladimir, junto con los tártaros, atacaron el Gran Ducado de Lituania. Y, en 1286, devastaron las tierras de Cracovia y Sandomierz.
Entre 1288 y 1289, León I apoyó activamente el Príncipe Bolesław Zemowitovichal, entonces aspirante al trono de Cracovia, en su lucha contra Enrique de Wraclaw. En esta campaña, León I logró capturar Lublin.
En 1288 murió Vladimir Vasilkovich, que no tuvo hijos y legó todas sus tierras a Mstislav Danilovich. Poco antes de su muerte, León I realizó una incursión en Polonia, de donde regresó con un gran botín y una carga completa.
Después de la liquidación del Nogai ulus por Sarai Khan Tokhta (1299), se registró la partida de parte de la nobleza gallega-voliniana al servicio de Moscú (lo que en 1301-1303 ya resultó en la extensión del poder de los Príncipes de Moscú  a toda la cuenca del Río Moscú, incluyendo: Mozhaisk y Kolomna), y también la partida del metropolitano de Kiev a Vladimir en debido a la caída de los ingresos. Sin embargo, después de esto Ponizie volvió al control de los príncipes gallegos.
En 1303, Yuri I. Lvovich, hijo de León I de Galitzia, logró el reconocimiento de la Metropolitana de Galitzia por parte del Patriarca de Constantinopla.
En 1305, Yuri, deseando enfatizar el poder del Principado de Galicia-Volinia y siguiendo los pasos de su abuelo, Daniel de Galitzia, adoptó el título de "Rey de la Pequeña Rusia"  
En política exterior Yuri mantuvo buenas relaciones y entró en alianzas con la Orden Teutónica para contener al Gran Ducado de Lituania y la Horda de Oro; y con Mazovia contra Polonia.
En 1308, después de la muerte de Yuri, el Principado pasó a sus hijos: Andrei Yuryevich y Lev Yuryevich, quienes comenzaron la lucha contra la Horda de Oro, apoyándose tradicionalmente en los Caballeros Teutónicos y los príncipes de Mazovia. Se cree que, en 1323, los príncipes murieron en una de las batallas con los mongoles o fueron envenenados por ellos. Algunos historiadores también afirman que murieron defendiendo Podlaquia de Gediminas (gobernante del Gran Ducado de Lituania).
Después del final de la Dinastía Rurik, Yuri II Boleslav, hijo de Trojden I, duque de Mazovia; y de María Yuryevna Galitskaya, hija de Yuri Lvovich; asumió el trono del Principado. Yuri II Boleslav estableció relaciones con los kanes de la Horda de Oro, reconociendo su dependencia de ellos y, en 1337, participó en una campaña conjunta con los mongoles contra Polonia. Aunque mantenía la paz con Lituania y la Orden Teutónica, Yuri II tenía malas relaciones con Hungría y Polonia, que preparaban un ataque conjunto contra el Principado de Galicia-Volinia.
En política interior, Yuri II promovió el desarrollo de las ciudades concediéndoles los "Derechos de Magdeburgo", que permitía que la actividad económica, los derechos de propiedad, la vida sociopolítica y el estado estamental de los ciudadanos se regulaban por un sistema jurídico propio, lo que se correspondía con el papel de las ciudades como centros de producción y el intercambio monetario y mercantil. Además: intensificó el comercio internacional y quiso limitar el poder de la élite boyarda. Para implementar sus planes, Yuri II atrajo a especialistas extranjeros y ayudó a los procesos uniatos entre la ortodoxia bizantina y el catolicismo. Estas acciones del príncipe acabaron provocando el descontento de los boyardos, que lo envenenaron en 1340.
Tras la muerte de Yuri II, comenzó un periodo de lucha por el control de las tierras del Principado, que terminó con la división del Principado entre sus vecinos. En Volinia, Liubartas, hijo del príncipe lituano Gediminas, fue reconocido como príncipe.
En Galitzia, el noble boyardo Dmitry Detko fue el gobernador nominado por Liubartas.
En 1349, el Rey Casimiro III de Polonia organizó una gran campaña contra el Principado, capturó las tierras galicias y comenzó una guerra con los lituanos por Volinia.
En 1392, terminó la Guerra de Sucesión de Galicia-Volinia entre Polonia y Lituania, con la pérdida de tierras en Volinia por parte del Príncipe Fiódor Liubartovich, hijo de Liubartas. Galitzia, junto con el Principado de Belz y la región de Chełm, pasó a formar parte del Reino de Polonia, y Volinia pasó al Gran Ducado de Lituania. El Principado de Galicia-Volinia dejó de existir.
La excepción fue el período de 1431 a 1452, cuando el Principado de Volinia fue restaurado brevemente, primero bajo el gobierno de Fyodor Lyubartovich (1431) y luego bajo el gobierno de Švitrigaila (1434-1452), que, a pesar de proceder de una familia ortodoxa, fue bautizado católica a los once años.

### Auge y apogeo
Volinia y Galicia habían sido originariamente dos principados ruríkidas separados, gobernados por asignación rotativa de los miembros más jóvenes de la dinastía de Kiev. La línea de la que procedía Román mantenía el Principado de Volinia, mientras que otra línea, la de Yaroslav Osmomisl mantenía el Principado de Hálych (más tarde llamado de Galicia). Galicia-Volinia fue creada tras la muerte, en 1198 o 1199, del último príncipe de Galicia, Vladímir II Yaroslávich. 
El príncipe Román el Grande de Vladímir-Volinski (moderna Volodímir) adquirió entonces el principado de Galicia, uniendo ambos territorios en un Estado. Por entonces, las principales ciudades eran Hálych y Volodímir-Volinia. En 1204 capturó Kiev. Luego se alió con Polonia, firmó un tratado de paz con Hungría y desarrolló relaciones diplomáticas con el Imperio bizantino. En el apogeo de su reinado, se convirtió brevemente en el más poderoso de los príncipes del Rus. A su muerte, el principado entró en un período de caos, siendo disputado por Polonia y Hungría, que llegaron a un compromiso en 1214, en favor del hijo de Andrés II, Colomán de Lodomeria, el cual se había casado con una hija de Leszek I el Blanco.

## Reino de Rutenia (1253-1349)
En 1221, Mstislav Mstislávich, hijo de Mstislav Rostislávich el Valiente (en), liberó Galicia-Volinia de los húngaros, pero fue Daniel de Galicia, hijo de Román, quien reunificó todos los territorios. Daniel derrotó a polacos y húngaros en la batalla de Yaroslav, y aplastó al aliado de aquellos, Rostislav Mijaílovich, hijo del príncipe de Chernígov en 1245. En este año, el papa Inocencio IV permitió a Daniel ser coronado rey, siendo el único miembro de los ruríkidas en ser coronado con el título de Rex Russiae.
Bajo el reinado de Daniel, Galicia-Volinia fue uno de los más poderosos estados de Europa central del este. Floreció la literatura, produciendo la Crónica de Galicia y Volinia. El crecimiento demográfico se vio favorecido por la inmigración del oeste y del sur, incluyendo a alemanes y armenios. El comercio se desarrolló, debido a las rutas comerciales entre el mar Negro con Polonia, Alemania y el mar Báltico.
Tras la muerte de Daniel en 1264, fue sucedido por su hijo León I de Galicia, que trasladó la capital a Leópolis en 1272, y por algún tiempo pudo mantener la fortaleza del estado.

## Declive y caída
Después de la muerte de León I en 1301, siguió un período de declive. Fue sucedido por su hijo Yuri I, que gobernó sólo siete años, y perdió Lublin frente los polacos en 1302, y Transcarpatia frente a los húngaros. Desde 1308 hasta 1323 Galicia-Volinia, fue gobernada conjuntamente por los hijos de Yuri I, Andrés y León II. Al ser el reino tributario de los mongoles, participaron en expediciones con Uzbeg Kan y su sucesor, Janibeg Kan. Ambos murieron en batalla en 1323, sin herederos.
Después de la extinción de la Dinastía ruríkida, Volinia pasó a control del príncipe lituano Liubartas, mientras que los boyardos tomaron el control de Galicia. Más tarde, en 1349, el rey Casimiro III de Polonia, durante una invasión exitosa, capturó y anexionó Galicia. Galicia–Volinia cesó de existir como Estado independiente.

## Organización territorial
El principado se formó a finales del siglo XII por la unión de los principados de Galicia y Volinia. Las tierras se extendían por las cuencas de los ríos San, Dniéster y Bug Occidental. 
El principado limitaba al este con el principado de Túrov y el de Kiev; al sur, con la tierra de Berlad y con la Horda de Oro; al suroeste, con el Reino húngaro; al oeste, con el Reino polaco; y al norte, con Lituania. Las montañas de los Cárpatos separaban al principado de Hungría, aunque en la década de 1320 la frontera se fijó más al sur.

## Lista de gobernantes

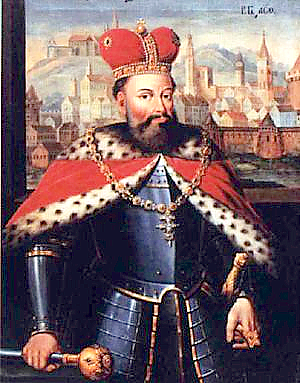
León I de Galitzia en Leópolis

El primer gobernante tras la unificación los principados de Galicia y de Volinia fue Román el Grande. Tras las disolución de la Rus de Kiev el principado pasó a ser un reino.
| Príncipes de Galicia-Volinia |
| --- |
| - 1199-1205 Román el Grande - 1205-1214 Crisis política - 1205-1206 Eufrosina Angelina (hija de Isaac II Ángelo) - 1206-1211 hijos de Ígor Sviatoslávich - 1210 Rostislav II de Kiev - 1211-1212 Mstislav el Mudo, como regente de Daniel de Galicia - 1212-1214 Levantamiento dirigido por el boyardo Volodislav Kormílchich - 1214-1232 Ocupación húngara, hijos de Andrés II de Hungría - 1214-1220 Colomán, hijo de Andrés (Rey de Galicia y Lodomeria) - 1220 Levantamiento dirigido por Mstislav el Valiente - 1220-1232 Andras de Galicia, hijo de Andrés - 1232-1235 Daniel de Galicia - 1235-1238 hijos de Miguel de Chernígov |

| Reyes de Rutenia |
| --- |
| - 1238-1264 Daniel de Galicia (2.º gobierno) - 1264-1269 Poder dual, descendientes de Daniel - 1264-1269 Švarnas - 1264-1300 León I de Galicia - 1300-1308 Yuri I de Galicia - 1308-1323 Poder dual, descendientes de Yuri - 1308-1323 León II de Galicia - 1308-1323 Andrés de Galicia - 1323-1349 Crisis política, gobierno de facto por boyardos Dmytró Dedkó - 1323-1325 Galicia: Volodímir I de Galicia; Volinia: Liubartas - 1325-1340 Yuri II Boleslav (compromiso de unión) - 1340 Ocupación de Galicia por Casimiro III de Polonia, comienzo de la guerra - 1341-1349 Liubartas - 1349 Galicia ocupada por Hungría; Volinia por Polonia |